# 甘茂
甘 茂（かん ぼう/かん も、生没年不詳）は、中国戦国時代の秦の政治家・武将。恵文王・武王・昭襄王の3代に仕え、秦から亡命した後も斉や楚に重んじられた。甘羅の祖父、呉の甘寧、東晋の甘卓の祖と伝わる。

## 経歴

### 恵文王時代
楚の下蔡の人。若い時は地元の史挙先生に学問を学び、張儀や樗里子の推薦で恵文王に仕えるようになった。恵文王の命で、魏章を補佐して漢中を平定している。

### 武王時代
武王の時代になると、張儀や魏章が王と不仲になって秦を去った。蜀で謀反が起きると、武王の命令でこれを鎮圧した。その功績で左丞相に任命された。
武王3年（紀元前308年）、武王は甘茂に「三川までの道を自由に通行できるようにして、周を脅かしたい」と言った。そこで甘茂は「私が魏に行って、秦と一緒に韓を討つ約束をさせましょう」と言い、向寿と共に魏に行くことになった。その後、甘茂の意向で向寿が先に帰国し、「魏は言う通りになりましたが、韓を討ちませぬように」との甘茂の伝言を武王に伝えた。武王は魏の近くの息壌まで出向いて、帰国した甘茂に伝言の意味を尋ねた。
甘茂は「韓の宜陽は大県です。攻めるのは容易ではありません。かつて、曾参と同姓同名の男が人を殺し、それを誤解した人が、曾参の母に、曾参が人を殺したと知らせました。彼女は信じませんでした。しかし、同じことをさらに2人も知らせると、とうとう彼女は噂を信じて逃げてしまいました。曾参ほどの賢人に、母の息子に対する厚い信頼があっても、悪い噂を立てる人が3人にもなると母でさえ息子を信じられなくなります。私の賢明さは曾参に及びませんし、王の私に対するご信頼も曾参の母ほどではないでしょう。しかも私の悪い噂を立てる者は3人だけではありません。私は王に見捨てられる事が心配なのです。私は他国の出身であり、ご一族の樗里子や公孫奭などが韓に肩入れすると、王は魏を欺き、私は韓に恨まれるでしょう」と言った。
そこで、武王は甘茂を信じることを誓い、彼に宜陽を討たせた。しかし、甘茂は5カ月経っても宜陽を攻略できなかった。 はたして樗里子と公孫奭が甘茂を非難したので、武王は甘茂を呼び戻そうとした。甘茂は「息壌はそこにあります」と言った。武王は「そうであった」と言い、全軍を動員して甘茂に再度攻撃を命じた。ついに甘茂は6万を斬り、宜陽を落とした。韓は宰相の公仲侈を遣わし、秦と和睦した。

### 昭襄王時代
楚が韓を討ち、雍を包囲した。公仲侈は甘茂に救援を求めてきた。甘茂は昭襄王に「このままでは韓は楚と同盟するかもしれません。魏も同調するでしょう。そうすると、秦は3つの国に攻められる形になります。3つの国が同盟を結んで秦に攻めてくるのを待つよりも、先んじて楚を討ったほうが有利です」と言った。昭襄王は「なるほど」と言い、軍を出して韓を救った。
その後、昭襄王は甘茂の進言で武遂を韓に返還した。向寿と公孫奭は、これに反対したが聞き入れられなかったので、甘茂を恨んで讒言するようになった。甘茂は不安になり亡命した。甘茂は斉に向かう途中で蘇代に会い、秦への取りなしを頼んだ。蘇代は昭襄王に「甘茂は非凡の士です。3代の王に仕え、秦の地形みな知っています。彼が斉を動かし、韓や魏と同盟して秦を討とうとすれば、秦のためにはなりません」と言った。昭襄王は甘茂に上卿の位を与え、宰相の印をもたせて斉から迎えようとしたが、甘茂は来なかった。さらに蘇代は斉の湣王に「甘茂は賢人です。秦が上卿の位を与えて宰相に任じようというのに、甘茂は王に仕えたいと思い、秦に参りません。彼をどのように遇されますか」と言った。そこで湣王は甘茂に上卿の位を与えて、斉に留めた。
ある時、楚の懐王が甘茂を秦の宰相に推薦しようとしたが、秦に有能な宰相がいては楚の利益にならないという家臣の進言を受け、結局は向寿を宰相に推薦し、秦はこれを容れた。後に甘茂は魏で没した。